# Deutsche Sparkassenstiftung für Internationale Kooperation

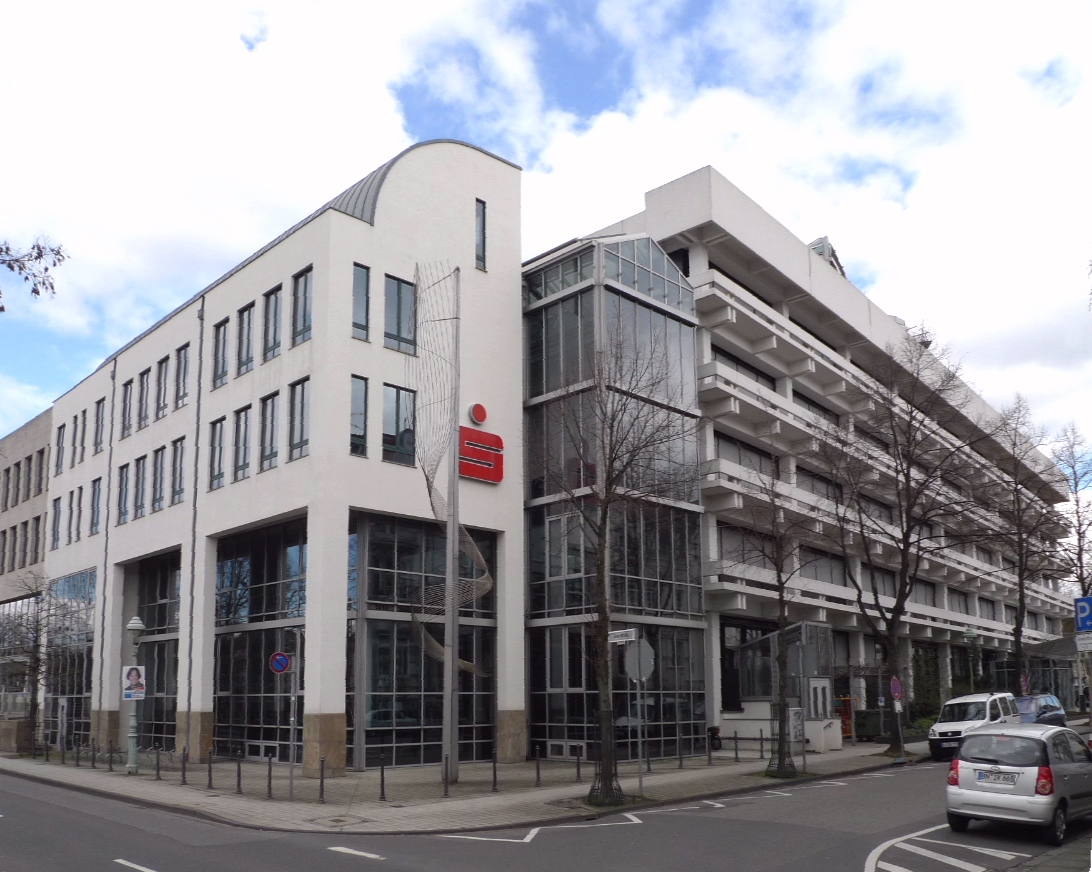
Gebäude des DSGV in Bonn – Sitz der Stiftung

Die Deutsche Sparkassenstiftung für internationale Kooperation e.V. ist eine Einrichtung des Deutschen Sparkassen- und Giroverbandes (DSGV). Sie unterstützt aktiv Finanzinstitute in Entwicklungs- und Schwellenländern, die die wirtschaftliche und soziale Entwicklung nachhaltig auf lokaler, regionaler oder nationaler Ebene durch bedarfsgerechtes Bankgeschäft fördern.

## Aufgaben
Die deutsche Sparkassen-Finanzgruppe unterstützt über die Sparkassenstiftung für internationale Kooperation Partnerorganisationen im Ausland, deren Zielgruppen kleine und mittlere Unternehmen, Arme und soziale Randgruppen sind. Die Stiftung setzt sich für Finanzielle Inklusion und den Zugang zu Finanzdienstleistungen ein. Die Projekte werden in allen Fachbereichen des Bankgeschäfts durchgeführt. Sie konzentriert sich dabei auf sechs Schwerpunktthemen in der technischen Zusammenarbeit:
- Training und Personalentwicklung
- Finanzielle Bildung
- Finanzierung von Kleinstunternehmen sowie von kleinen und mittleren Unternehmen
- Entwicklung regionaler Institute
- Ländliche Finanzierung
- Green Finance

Die Entwicklungszusammenarbeit der Sparkassenstiftung unterstützt mit den Projekten zur Finanziellen Inklusion die Ziele für nachhaltige Entwicklung der Vereinten Nationen.

## Organisation
Die 1992 gegründete Organisation ist entgegen ihrer Bezeichnung keine Stiftung, sondern ein eingetragener Verein, dessen Mitglieder aus der Sparkassen-Finanzgruppe kommen. Diese Mitglieder stellen das Kuratorium, das die Tätigkeit des Stiftungsvorstandes überwacht und die Richtlinien für die Projektarbeit bestimmt, und den Vorstand. Vorsitzender des Kuratoriums ist Helmut Schleweis, sein Stellvertreter Michael Breuer. Dem Vorstand obliegen die Geschäftsführung und die Vertretung der Sparkassenstiftung nach außen. Vorstandsvorsitzender ist Heinrich Haasis, weiteres Mitglied ist Hans Ulrich Schneider. Schleweis ist Präsident des Deutschen Sparkassen- und Giroverbands, Haasis war in dieser Funktion sein Vorgänger.
Die Finanzierung erfolgt aus Erlösen des Stiftungskapitals, durch Spenden aus der Sparkassen-Finanzgruppe sowie maßgeblich durch externe Geldgeber. Die größten externen Geldgeber sind das Bundesministerium für wirtschaftliche Zusammenarbeit und Entwicklung, die Deutsche Gesellschaft für Internationale Zusammenarbeit, der World Wide Fund For Nature, die Kreditanstalt für Wiederaufbau (KfW) und die Europäische Bank für Wiederaufbau und Entwicklung (EBRD).
Der jährliche Etat beträgt rd. 21 Mio. € (Stand 2018). Rund 40 Beschäftigte arbeiten in der Bonner Zentrale, während etwa 300 weitere Mitarbeiter in den Projekten im Ausland tätig sind.
Per 19. Februar 2021 änderte die Organisation ihren Namen in Deutsche Sparkassenstiftung für internationale Kooperation e.V.

## Umsetzung der Projektarbeit
Die Sparkassenstiftung arbeitet in über 50 Ländern in Afrika, Südostasien, Zentralasien, dem Kaukasus, Mittel- und Südamerika. In den Projektbüros arbeiten Entsandte und lokales Personal. Dazu finden jährlich 400 Einsätze von Kurzzeitexperten statt.
Die Sparkassenstiftung unterstützt Finanzinstitute, die die wirtschaftliche und soziale Entwicklung nachhaltig auf lokaler, regionaler oder nationaler Ebene durch bedarfsgerechtes Bankgeschäft fördern. Sie hat sich zum Ziel gesetzt, die Professionalität ihrer Partnerinstitute zu erhöhen, damit diese ihren Kunden einen dauerhaften Zugang zu Finanzdienstleistungen bieten können. Insbesondere kleine und mittlere Unternehmen (KMU), aber auch soziale Randgruppen sind die Partnerinstitute der Sparkassenstiftung.
Zur Wissensvermittlung und finanziellen Bildung hat die Sparkassenstiftung die Business Games bzw. Unternehmensplanspiele entwickelt. Die interaktive Wissensvermittlung erfolgt mithilfe von haptischen und computerbasierten Simulationen. Die Business Games sind in viele Landessprachen übersetzt worden und werden in den Projektländern eingesetzt. Durchgeführt werden sie von internationalen und lokalen Trainern, die von der Sparkassenstiftung ausgebildet worden sind.

## Mitglieder
Mitglieder sind im Wesentlichen Sparkasseninstitute, Landesbanken, Sparkassenverbände, Landesbausparkassen, Unternehmen der Sparkassen-Finanzgruppe sowie der Deutsche Städtetag und der Deutsche Landkreistag.
Mitgliedsinstitute können als Partnersparkassen fungieren und mit Personal und Expertise in den Projektländern unterstützen.